# Joseph B. Scarnati

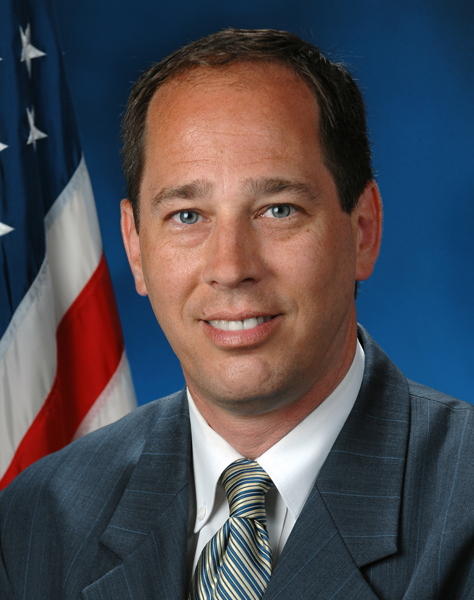
Joseph B. Scarnati

Joseph B. „Joe“ Scarnati (* 2. Januar 1962 in Brockway, Jefferson County, Pennsylvania) ist ein US-amerikanischer Politiker der Republikanischen Partei. Als Mitglied des Senats von Pennsylvania seit 2001 steht er der Parlamentskammer seit 2007 als deren Präsident vor. Zwischen 2008 und 2011 war er in seiner Funktion als Senatspräsident auch kommissarischer Vizegouverneur des Bundesstaates Pennsylvania, nachdem eine Vakanz in diesem Amt auftrat.

## Werdegang
Joseph Scarnati studierte bis 1982 an der Außenstelle der University of Pennsylvania in DuBois das Fach Wirtschaftsverwaltung. Später arbeitete er als Unternehmer in der freien Wirtschaft. Gleichzeitig schlug er als Mitglied der Republikanischen Partei eine politische Laufbahn ein. In seiner Heimat bekleidete er einige lokale Ämter, ehe er im Jahr 2000 als unabhängiger Kandidat in den Senat von Pennsylvania gewählt wurde, dessen President Pro Tempore er seit 2007 ist. Bald nach seiner Wahl im Jahr 2000 kehrte er zu den Republikanern zurück. In den Jahren 2004, 2008 und 2012 wurde er jeweils als Staatssenator bestätigt. Er ist Vorsitzender zweier Ausschüsse (Labor and Industry und Majority Policy).
Nach dem Tod der Vizegouverneurin Catherine Baker Knoll musste Joseph Scarnati entsprechend der Staatsverfassung als President Pro Tempore des Senats deren geschäftsführend Amt übernehmen. Dieses bekleidete er zwischen dem 3. Dezember 2008 und dem 18. Januar 2011. Dabei war er Stellvertreter des demokratischen Gouverneur Ed Rendell, blieb aber weiterhin Präsident des Senats und Mitglied der Parlamentskammer. Für die Wahl 2010 verzichtete er auf eine eigene Kandidatur. Dieses Amt übernahm dann sein republikanischer Parteikollege Jim Cawley, der fortan als Stellvertreter des neuen Gouverneurs Tom Corbett amtierte. Weiterhin blieb Scarnati Mitglied und President Pro Tempore des Senats von Pennsylvania.